# 7月14日
7月14日是阳历年的第195天（闰年是196天），离一年的结束还有170天。

## 大事记

### 20世紀以前
- 756年：受到安祿山所率領的部隊不斷推進的影響，中國唐朝皇帝唐玄宗立刻撤離當時的首都長安。
- 1135年：岳飞招降农民军将领杨钦。
- 1223年：路易八世成為法國國王，開始了三年的統治。
- 1430年：勃艮第人以一万金币把圣女贞德卖给英军。
- 1536年：法国为进攻西班牙，同葡萄牙签订《里昂条约》。[1]
- 1644年：清廷定議建都北京，攝政王多爾袞與諸王貝勒大臣等議，以「燕京勢踞形勝，自古興王之地，有明建都之所」，遂議定遷都北京。
- 1789年：法国巴黎的市民成功攻陷被视为旧制度象征的巴士底监狱，法国大革命爆发。
- 1798年：《煽動叛亂法案》成為法律，規定撰寫、出版或發表針對美國政府的虛假或惡意言論為聯邦罪行。
- 1889年：法国巴黎召开社会主义者代表大会，第二國際成立。
- 1900年：八国联军佔领天津。

### 20世紀
- 1902年：意大利威尼斯圣马可广场附近的重要地标圣马可钟楼由于墙体出现裂缝而倒塌。
- 1916年：中华民国护国军总司令唐继尧宣布撤銷与北洋政府对立的军务院，護國戰爭结束。
- 1917年：中国第一俱乐部大世界开业。
- 1919年：毛泽东在长沙创办的《湘江评论》刊行。
- 1933年：德国政府宣布组织新党法令，宣布德国除纳粹党外，所有政党都是非法政党。
- 1950年：韓戰：北韓軍隊開始攻擊位於今韓國大田的美國陸軍第24步兵師司令部。
- 1957年：埃及第一届国民议会投票。
- 1958年：伊拉克军官阿卜杜勒-卡里姆·卡塞姆发动政变并杀害国王费萨尔二世，建立伊拉克共和国。
- 1959年：中国共产党举行的庐山会议中，彭德怀写信给毛泽东，陈述其对1958年以来左倾错误的意见。
- 1960年：日本首相岸信介参加自民党新任总裁池田勇人招待会，被右翼团体成员刺伤。
- 1960年：英國靈長類學學者珍·古德前往坦干伊加貢貝溪國家公園，針對野生黑猩猩的社會和家庭關係展開研究。
- 1965年：美国水手4号空间探测器飞越火星，首次向地球传回近距离拍摄的火星图片。
- 1969年：在國際足協世界盃外圍賽引發暴動後，薩爾瓦多與宏都拉斯爆發為期4天的足球戰爭。
- 1983年：香港仔鴨脷洲涌頭村木屋區大火。
- 1987年：中華民國總統蔣經國宣布台灣地區（包括台灣本島以及澎湖）於翌日零時開始解除戒嚴，平民不再受軍法審判，民眾可以依法組黨結社，集會遊行和從事政治活動。國民黨自1949年退守台灣以來，一直實施戒嚴。
- 1993年：北韓與美國就核問題在日內瓦展開第二輪會談。
- 1995年：夫朗和斐協會開發小組正式將新研發的數位音訊編碼暨破壞性資料壓縮格式命名為MP3。

### 21世紀
- 2001年：国际信息学奥林匹克竞赛在芬兰的坦佩雷举行。
- 2003年：在傳出多起不明飛行物和陰謀論後，美國聯邦政府承認在內華達州確實有長期作為秘密軍用機場的51區存在。
- 2007年：香港維基媒體協會正式成立。
- 2011年：南蘇丹共和國正式成為聯合國會員國。
- 2011年：中华人民共和国安徽省撤销地级巢湖市，原行政区划拆分至合肥、芜湖和马鞍山，以原地级巢湖市居巢区的行政区域为新设的县级巢湖市的行政区域。
- 2016年：穆罕默德·拉胡艾杰·布赫莱勒在法國東南部尼斯盎格魯街發動恐怖襲擊，造成86人死亡。
- 2018年：广州大佛寺北面前地西湖路剩余骑楼被清拆，为其扩建新大楼让路。
- 2019年：瑞典北部一架載著跳傘人士小型飛機于默奧附近的斯托爾桑德斯卡爾島墜毀，機上9人全部死亡。[2]
- 2024年：2024年夏季奧林匹克運動會（巴黎奧運會）的奧運聖火抵達法國首都巴黎，並於26日在市政廳廣場的奧運開幕式上進行聖火點燃。[3]

## 出生
- 926年：村上天皇，日本第62代天皇（967年逝世）
- 1602年：儒勒·马萨林，法國外交家、政治家（1661年逝世）
- 1793年：喬治·格林，英國數學物理學家（1841年逝世）
- 1797年：詹姆斯·斯科特·鮑爾班克，英國博物學家、古生物學家（1877年逝世）
- 1801年：约翰内斯·彼得·米勒，德國生理學家、海洋生物學家、解剖學家（1858年逝世）
- 1857年：村上彰一，日本鐵道工程師（1916年逝世）
- 1868年：格特魯德·貝爾，英國作家、探險家、考古學家（1926年逝世）
- 1897年：銮披汶·颂堪，泰国内阁总理，独裁者（1964年逝世）
- 1898年：哈皮·錢德勒，美國政治家，第44、49任肯塔基州州長（1991年逝世）
- 1902年：艾薩克·巴甚維斯·辛格，美國猶太作家，1978年諾貝爾文學獎得主（1991年逝世）
- 1907年：蕭克，中國軍事人物、政治人物（2008年逝世）
- 1910年：威廉·漢納，美國動畫師、導演、製片人、配音演員，、《史酷比》等的創始人（2001年逝世）
- 1913年：傑拉德·福特，美國政治人物，第38任美國總統（2006年逝世）
- 1918年：英格玛·伯格曼，瑞典導演（2007年逝世）
- 1923年：勒內·法瓦洛羅，阿根廷心臟外科醫師，冠狀動脈旁路移植術發明者（2000年逝世）
- 1924年：詹姆士·W·布拉克，英國藥理學家，1988年諾貝爾生理學或醫學獎得主（2010年逝世）
- 1925年：方濟各·阿爾瓦雷斯·馬丁內斯，西班牙天主教司鐸級樞機、托萊多總教區榮休總主教（2022年逝世）
- 1930年：孫敬良，中國工程師（2022年逝世）
- 1937年：森喜朗，日本政治家
- 1951年：喬爾·斯林羅，美國經濟學家
- 1952年：拉蒙·馮賽卡·莫拉，巴拿馬小說家、律師（2024年逝世）
- 1952年：喬·西佛，美國著名電影監製
- 1952年：水谷豐，日本男演員、歌手、導演
- 1957年：王曉鳴，華裔美國古生物學家、地質學家
- 1961年：畢華流，香港小說作家
- 1961年：霍華德·盧特尼克，美國商人、億萬富翁
- 1962年：原田舞葉，日本小說家
- 1962年：菅原正志，日本男性聲優
- 1964年：唐美雲，台灣演員
- 1964年：椎名桔平，日本男演員
- 1966年：馬修·福克斯，美國男演員
- 1966年：鄺兆昌，香港商業電台DJ、香港作家、填詞人
- 1969年：比利·海靈頓，美國男同性戀色情片演員（2018年逝世）
- 1971年：何婉盈，香港演員、歌手
- 1972年：鈴木真仁，日本女性聲優
- 1972年：何冠穎，台灣演員
- 1975年：埃里克·丹皮爾，美國職業籃球運動員
- 1977年：維多利亞，瑞典公主
- 1977年：江芷妮，香港演員、主持人
- 1977年：梁家玉，香港模特兒、主持人
- 1977年：朴秉恩，韓國男演員
- 1978年：尹馨，台灣演員
- 1979年：斯科特·波特，美國男演員
- 1981年：梁嘉琪，香港演員
- 1981年：許富翔，台灣導演
- 1983年：方大同，香港男歌手（2025年逝世）
- 1984年：薩米爾·漢達諾維奇，斯洛維尼亞職業足球運動員
- 1985年：李光洙，韓國男藝人
- 1985年：陳肇麒，香港足球運動員
- 1985年：伊澤千夏，日本AV女優
- 1985年：菲比·沃勒-布里奇，英國女演員、劇作家、製片人、編劇
- 1986年：李瀚灝，香港足球運動員
- 1986年：廣東雨神，中國男歌手
- 1987年：丹·雷諾茲，美國音樂家、詞曲作家、音樂製作人
- 1988年：康纳·麦格雷戈，愛爾蘭職業綜合格鬥運動員
- 1989年：阿加特·罗素，法國電影演員
- 1990年：扬·涅波姆尼亚希，俄羅斯西洋棋棋手、特級大師
- 1991年：子望，中國女演員、作家
- 1993年：山本彩，日本女子偶像團體NMB48成員
- 1993年：張文平，臺灣裔法國職業籃球運動員
- 1995年：姜卓文，香港演員
- 1996年：朴秀彬，韓國女子偶像團體宇宙少女成員
- 1997年：李俊濠，中國演員、歌手
- 1997年：符雅凝，中國女藝人
- 1997年：王媛媛，中國國家女子排球隊運動員
- 1998年：嘉羿，中國男子偶像團體UNINE成員
- 1999年：楊雨潼，中國女演員
- 2000年：阿部詩，日本女子柔道運動員
- 2000年：拉查楠·玛哈菀，泰國女演員
- 2001年：久保史緒里，日本女子偶像團體乃木坂46成員
- 2001年：丹尼爾·維芬，愛爾蘭男子游泳運動員
- 2002年：金太來，韓國男子偶像團體ZEROBASEONE成員

## 逝世
- 809年：大伴弟麻呂，日本奈良時代及平安時代公卿、武將（731年出生）
- 1223年：腓力二世，法蘭西國王（1165年出生）
- 1486年：丹麥的瑪格麗特，蘇格蘭王后（1456年出生）
- 1790年：恩斯特·基甸·馮·勞東，奧地利陸軍元帥（1717年出生）
- 1800年：羅倫佐·馬斯凱羅尼，義大利數學家（1750年出生）
- 1827年：奧古斯丁·菲涅耳，法國物理學家，波動光學理論的主要創建者之一（1788年出生）
- 1881年：比利小子，美國槍手（1859年出生）
- 1904年：保羅·克魯格，南非政治人物，第3任川斯瓦共和國總統（1825年出生）
- 1907年：威廉·珀金，英國化學家（1838年出生）
- 1934年：劉半農，中國詩人、雜文家、語言學者、攝影理論者（1891年出生）
- 1939年：阿爾豐斯·慕夏，捷克藝術家，新藝術運動的代表人物之一（1860年出生）
- 1954年：哈辛托·贝纳文特，西班牙戏剧家，1922年諾貝爾文學獎得主（1866年出生）
- 1958年：費薩爾二世，伊拉克最後一任國王（1835年出生）
- 1965年：王杰，中国军人（1942年出生）
- 1994年：张鸣岐，中共锦州市委书记（1945年出生）
- 1996年：肯尼斯·班布里奇，美國物理學家（1904年出生）
- 1998年：理察·麥當勞，美國企業家，世界首家及最大連鎖速食企業麥當勞創辦人之一（1909年出生）
- 2000年：馬克·奧利芬特，澳大利亞物理學家、人道主義者（1901年出生）
- 2001年：袁珂，中國著名神話學家（1916年出生）
- 2002年：哈利·伊戈爾·安索夫，俄裔美國應用數學家（1918年出生）
- 2002年：淇淇，世界上第一头人工饲养的及饲养时间最长的白鱀豚，为白鱀豚相关研究提供了大量资料（可能于1979年出生，1980年被捕获）
- 2014年：麥理覺，香港前行政立法兩局議員、香港總商會前總裁（1924年出生）
- 2016年：穆罕默德·拉胡艾杰·布赫莱勒，突尼西亞恐怖分子（1985年出生）
- 2017年：刘庆洲，中國武術家[4]（1933年出生）
- 2017年：瑪麗安·米爾札哈尼，伊朗數學家（1977年出生）
- 2020年：托盧洛普·阿羅提莉，奈及利亞空軍飛官（1995年出生）
- 2021年：克里斯提安·波坦斯基，法國藝術家（1944年出生）
- 2021年：賈尼斯·歐丹，美國數學家（1956年出生）
- 2022年：弗朗西斯科·莫拉萊斯·貝穆德斯，秘魯軍事、政治人物，第86任祕魯總統（1921年出生）
- 2022年：于爾根·海因施，德國男子足球運動員（1940年出生）
- 2022年：伊凡娜·川普，捷克裔美國社交名媛、前時裝模特，前美國總統唐納·川普前妻（1949年出生）
- 2023年：阿爾伯特·艾申莫瑟，瑞士化學家（1925年出生）
- 2025年：張榮麟，臺灣男子撞球運動員（1985年出生）

## 节假日和习俗
- 國際非二元性別日
- 世界黑猩猩日[5][6]
- 法國：巴士底日
- 伊拉克：共和日
- ：銀色情人節